# Собор Петра и Павла (Констанца)
Собор Петра и Павла (рум. Catedrala Sfinții Apostoli Petru și Pavel din Constanța) — кафедральный собор Томисской архиепископии в Констанце.
Собор построен в нововизантийском стиле рядом с развалинами Томиса между площадью Овидия и Чёрным морем перед Дворцом архиепископа в 1883-1885 годах по проекту архитекторов Александру Орэску и Кэрола Бенеша. Проект для интерьера составил Иона Минку. Краеугольный камень был заложен 4 сентября 1883 года, во времена Иосифа Георгиана, митрополита-примаса всея Румынии. Церковь была освящена 22 мая 1895 года.
Здание церкви служило приходским храмом до 1923 года, когда была основана Констанцкая епархия. В том же году церковь объявлена кафедральным собором. 3 августа 1941 года воздушными бомбардировками во время Второй мировой войны собор был повреждён, особенно пострадали алтарь и иконостас. Собор Петра и Павла после войны был восстановлен в 1946—1951 гг. Патриарх Юстиниан Марина и епископ Кесарие Пэунеску повторно освятили его 14 января 1951 года. Окончательно собор был отремонтирован к 1959 году.
Собор нововизайтийском стиле из прессованного кирпича, в интерьере имеются неороманские черты. В храме имеются восстановленные дубовый иконостас и хор, а также канделябры и подсвечники из сплава бронзы и латуни, спроектированные Минку и выполненные в Париже. Фрески были выполнены двумя бухарестскими художниками 1959—1965 гг. В соборе хранятся мощи святого Пантелеймона, приобретённые в 1931 году, а также частички мощей святых Авксентия Вифинского и Симеона Столпника.
С 1 декабря 2001 года собор также стал небольшим монастырём; с этого времени литургии совершаются по монашескому обряду.
Собор является историческим памятником (CT-II-m-A-02793).

## Галерея

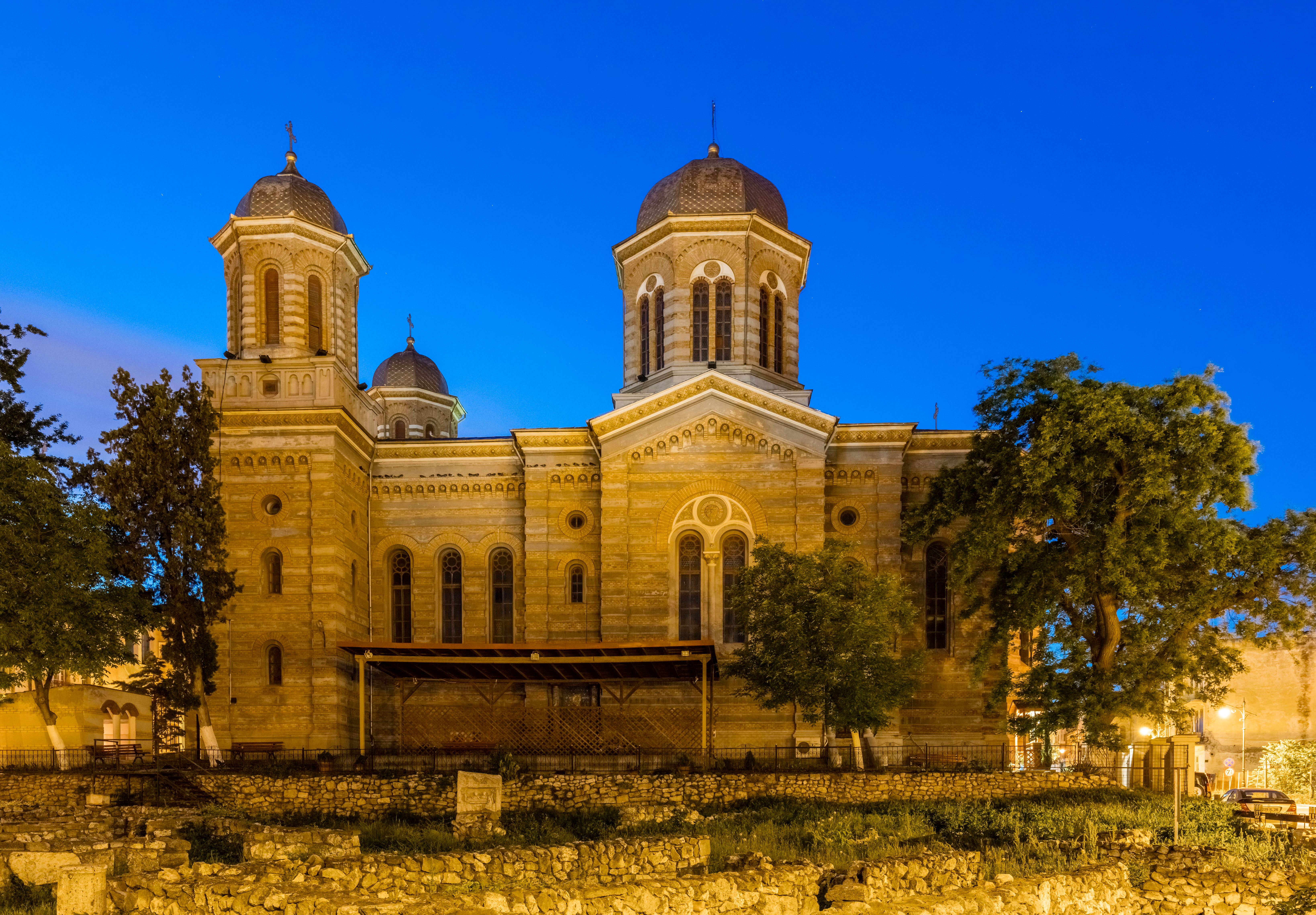
Собор в сумерках
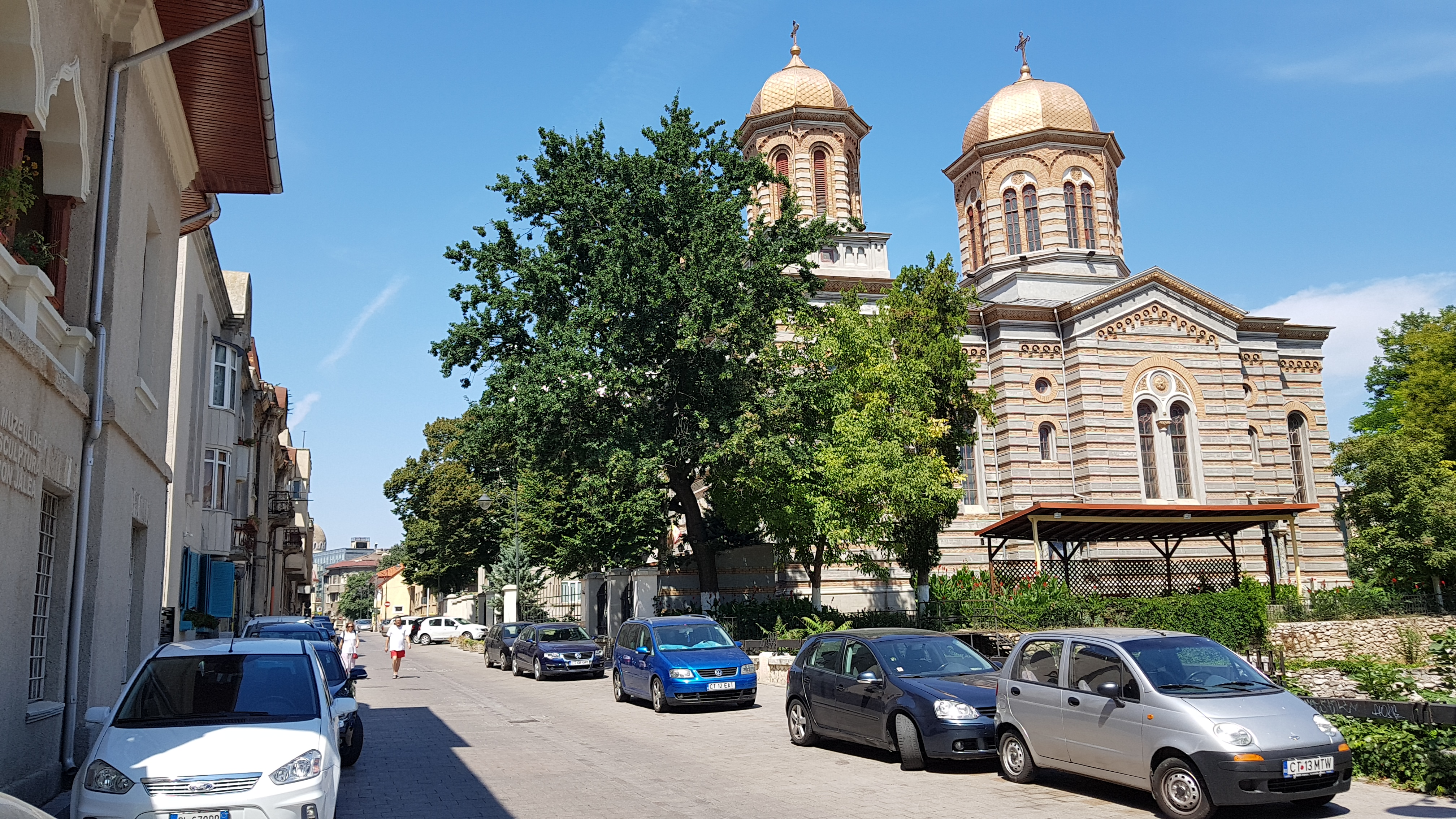
Вид с улицы Архиепископии
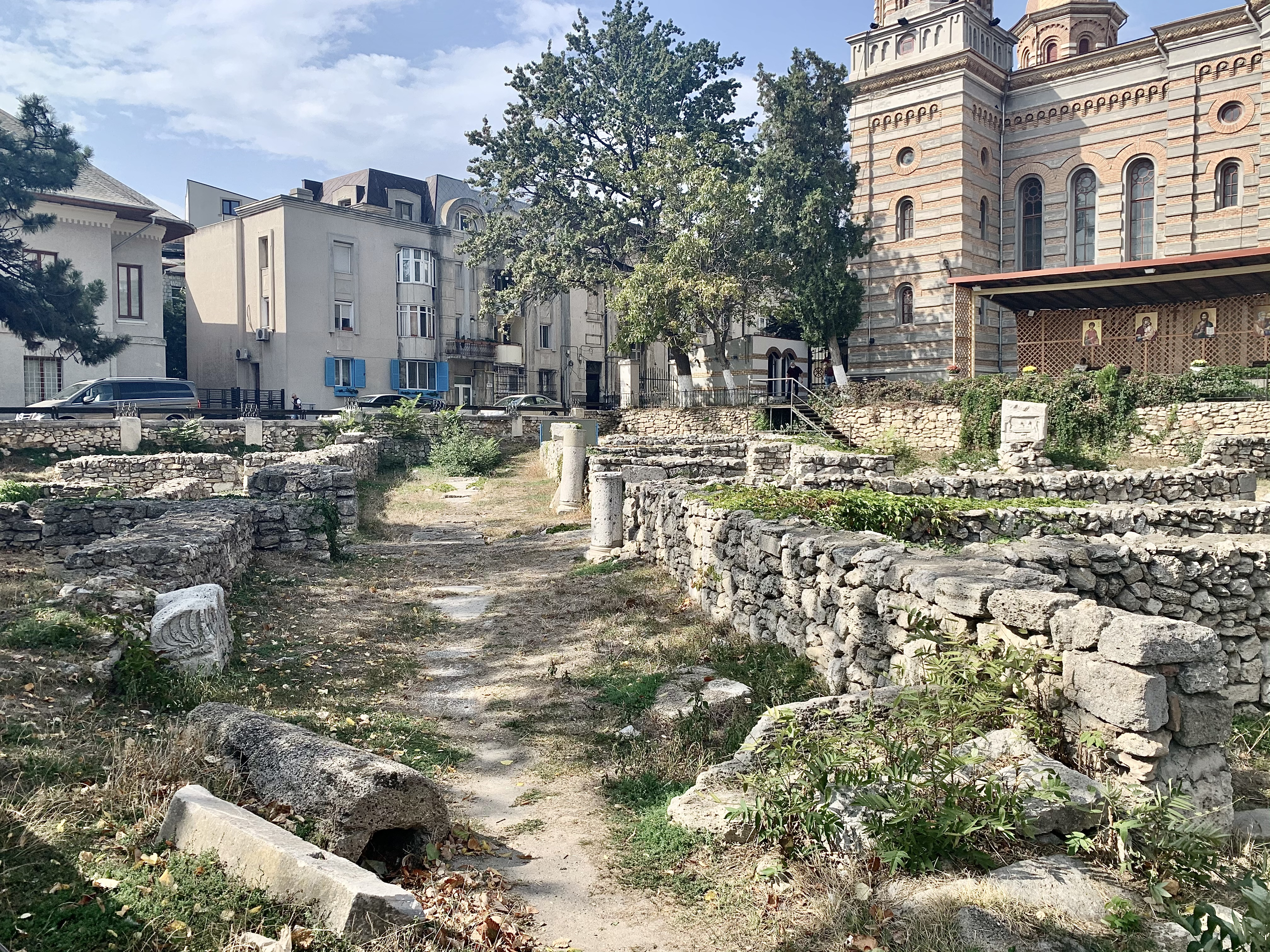
Развалины Томиса на переднем плане
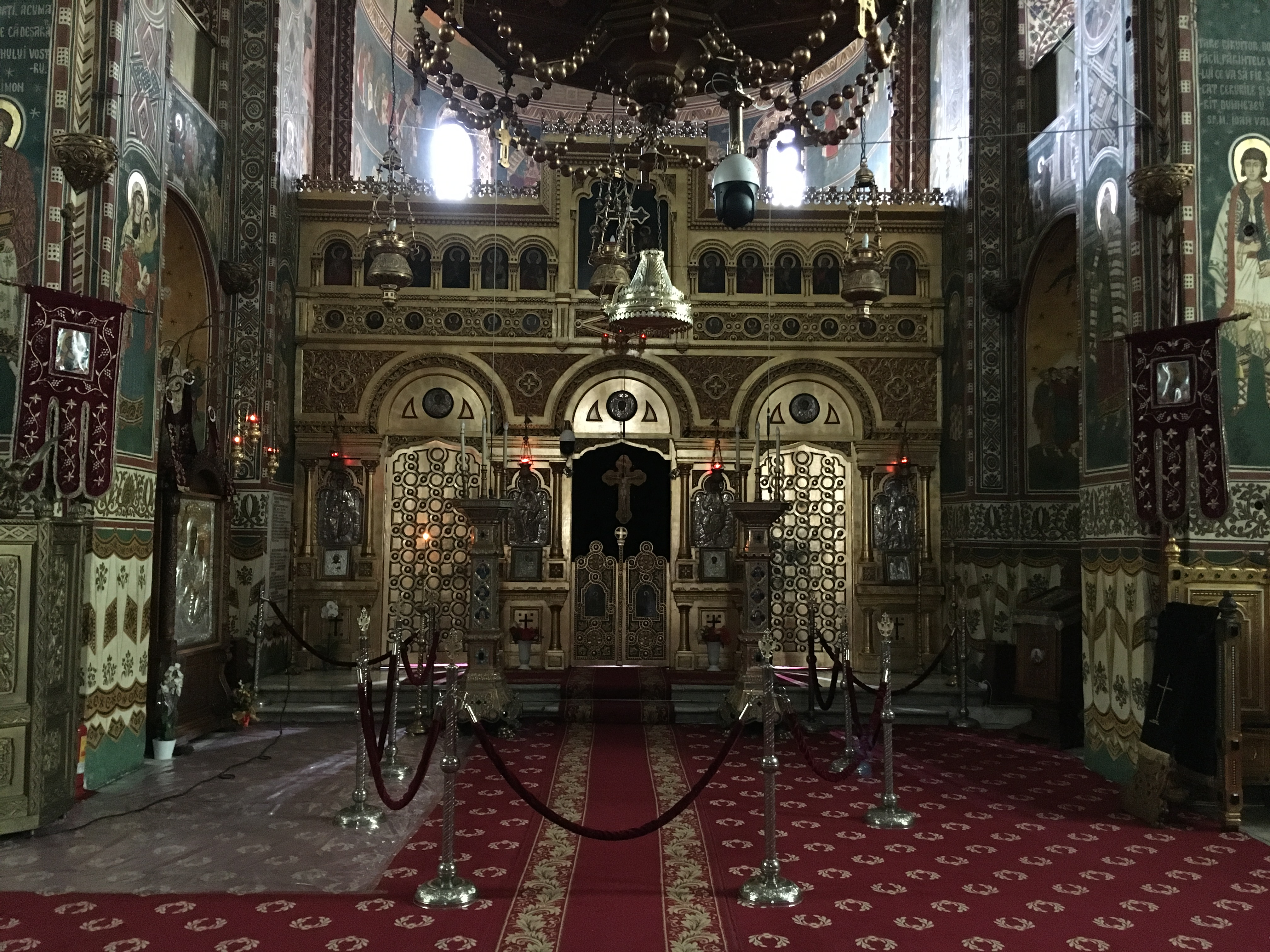
Интерьер собора